# Cacimba de Dentro
Pour les articles homonymes, voir Cacimba.
Cacimba de Dentro est une ville brésilienne du nord-est de l'État de la Paraíba.
Sa population était estimée à 17 108 habitants en 2007. La municipalité s'étend sur 181 km2.